# Петербургско-Варшавский вокзал

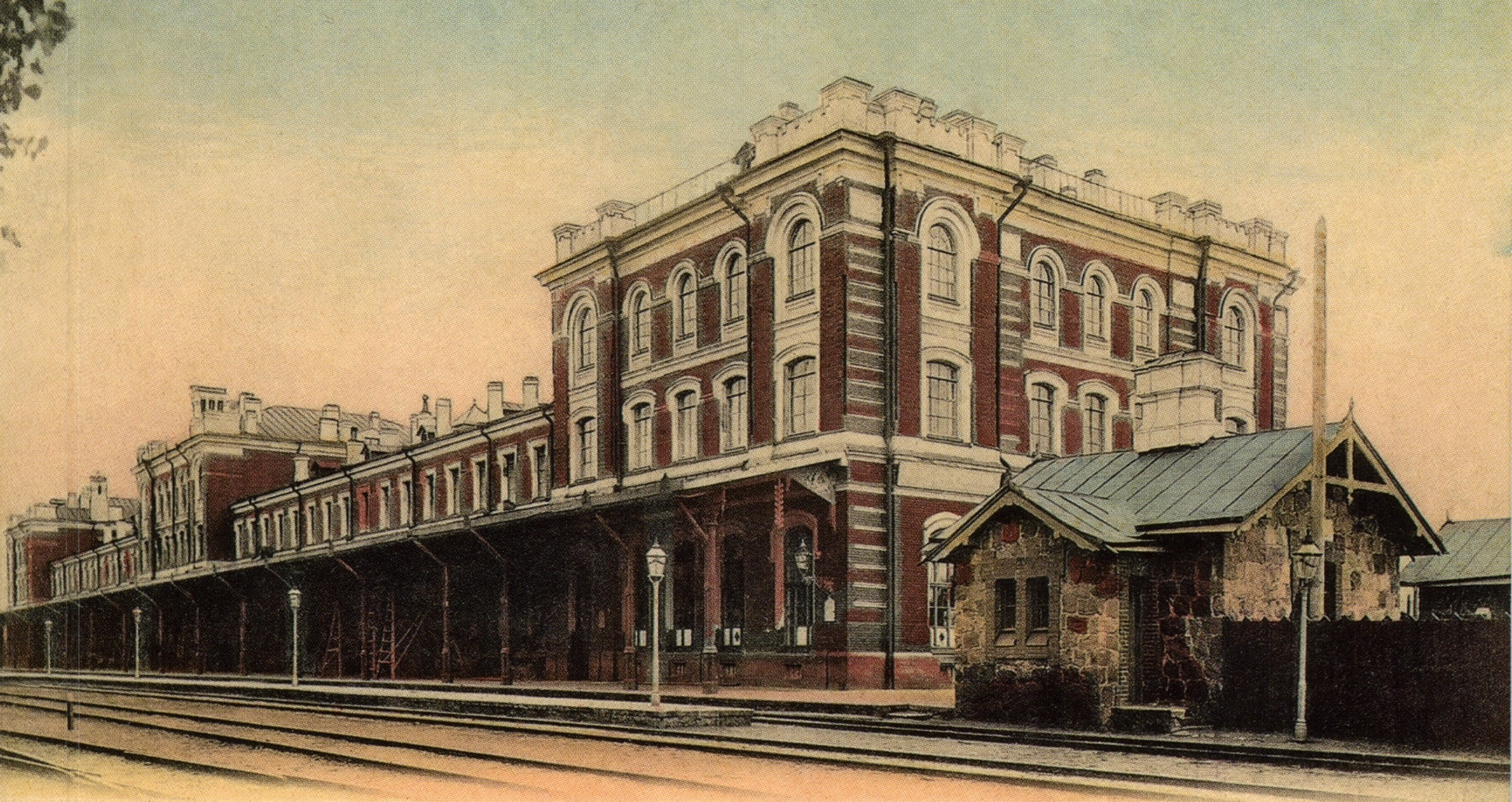
Вид на Петербургско-Варшавский вокзал

Петербургско-Варшавский вокзал — бывший железнодорожный вокзал в городе Даугавпилс (до 1893 — Динабург, до 1920 — Двинск) на Петербурго-Варшавской железной дороге.

## История

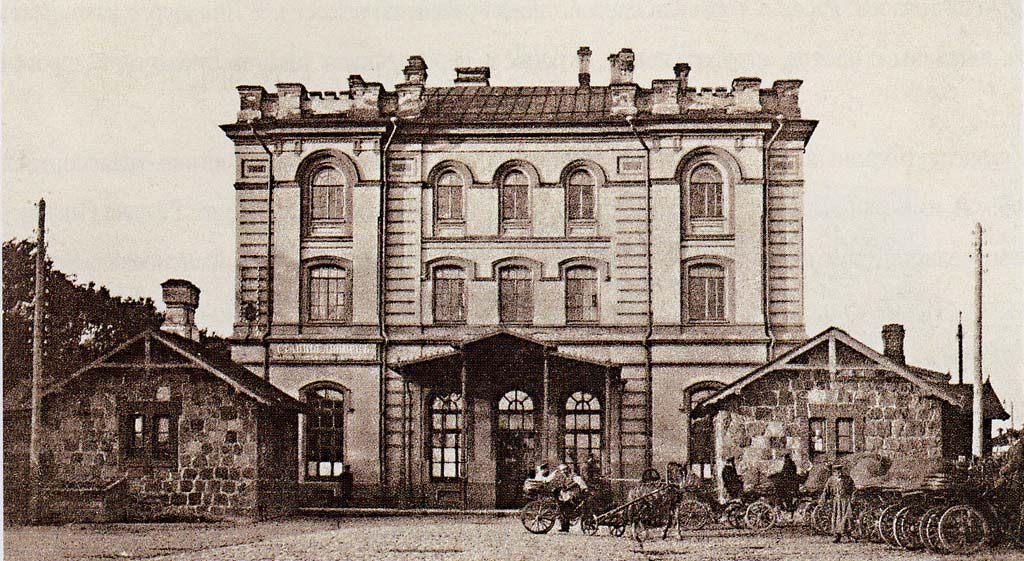
Главный подъезд вокзала

Построен в 1874—1878 годах при обустройстве вокзала и станции Петербургско-Варшавской железной дороги. Был проведён конкурс по составлению проекта пассажирского здания. Второе место занял проект Н. П. Высоцкого. Победил проект архитектора П. О. Сальмоновича.
В журнале «Зодчий» (СПб., 1879. № 3) помещена статья архитектора о вокзале и станции. Смета строительства составила на вокзал 300 тыс. руб., станция 200 тыс. руб., всего 500 тыс. рублей. Вокзал 1 класса, такой же как и в столицах Санкт-Петербурге и Москве, высший из пяти классов (пятый — низший класс), на которые делились станции. Подробное изложение стройки, по годам, вокзал 3 этажа, длина 76 саженей (сажень 2 метра 13 см), то есть, 156 метров. Приводится рисунок здания и чертежи фасада, разреза здания. На первом этаже южной части вокзала имелись кабинеты и комнаты для Их Императорских Величеств Государя Императора и Государыни Императрицы.
Вокзал нашёл отражение на снимке Прокудина-Горского 1912 года, снятом с колокольни гарнизонной церкви Бориса и Глеба в Двинске, правее в глубину от дроболитейного завода.
Вокзал пострадал в Первую мировую войну от немецкой бомбардировки с аэропланов. В 1930-е годы из-за спада движения по дороге вокзал был разобран с северной части. 18 марта 1938 года, сообщение газеты «Jaunākās Ziņas», начата разборка здания вокзала, начали с северной стороны. В июле 1944 года при отступлении из города, фашисты взорвали оставшуюся двухэтажную часть вокзала. К 80-м годам от вокзала остались лишь фундаменты, скрытые в земле.

## Современное состояние
В конце 1980-х годов, с началом работ по созданию транспортного коридора под железной дорогой, были вскрыты фундаменты вокзала. Осенью 1992 года стройка была остановлена и возобновилась только в 2009 году. К ноябрю 2010 выкопаны траншеи поперёк оставшихся фундаментов вокзала для свай, крепящих откосы транспортного коридора. Таким образом, старый фундамент был рассечён; его фрагменты сохранились южнее и севернее оси транспортного коридора.

## Мероприятия, связанные с вокзалом
- В мае 1999 года на фундаментах вокзала проведено публичное мероприятие, посвящённое 125-летию начала строительства вокзала, установлена справка об истории вокзала. В память 125-летия с начала сооружения вокзала был также выпущен памятный конверт[6]
- 8/20 ноября 2010 года возле фундаментов вокзала установлен венок и положены цветы в память 150-летия прихода железной дороги в Динабург (участок Остров-Динабург, 191 верста)[7].
- 8/20 ноября 2020 года на фундаменте вокзала установлены цветы в память 160-летия прихода ж.д. в Динабург, участок Остров-Динабург , 191 верста. В возложении цветов приняло участие Генеральное консульство РФ в Даугавпилсе, сделаны фотографии[8].

## Архивные источники
- РГИА, ф. 258, оп. 8, д. 1303. «Об устройстве Динабургской станции С.-Петербурго-Варшавской ж. д.» 1858—1860 гг.
- РГИА, ф. 789, оп. 6, 1869 г., д. 30. «О конкурсе на составление проекта пассажирского здания Динабургской станции Варшавской дороги».
- РГИА, ф. 262, оп. 1, д. 2051. «Каменное пасс. здание на ст. Двинск. Проект». 1874 г.